# Хендрік ван Дам (фізик)

Хендрік Ван Дам (20 травня 1934, Заандам, Нідерланди — 11 лютого 2013, Чапел-Гілл, Оріндж, Північна Кароліна, США) — голландський фізик.
Найбільш відомий своїм значним внеском у теоретичну фізику, зокрема у дослідження гравітації та фізики елементарних частинок, і особливо як співавтор відкриття розриву ван Дама-Вельтмана-Захарова (vDVZ). Ця робота, що стосується фундаментальної проблеми масивних теорій гравітації, здобула широке визнання; зокрема, Мартінус Вельтман згадував її у своїй Нобелівській лекції, підкреслюючи її тривалий вплив на розвиток теоретичної фізики.  
У співпраці з Мартінусом Вельтманом (пізніше було визнано і внесок Валентина Захарова), ван Дам, використовуючи підхід теорії джерел Джуліана Швінгера, продемонстрував, що теорії гравітації з масивними гравітонами у границі нульової маси не переходять плавно в загальну теорію відносності Ейнштейна, яка описує безмасові гравітони. Їхня робота, зокрема, передбачала, що теорія гравітації з частинкою зі спіном 2 надзвичайно малої маси дасть результат для викривлення світла Сонцем, який би суттєво (на чверть) відрізнявся від передбачень безмасової теорії, що наклало значні обмеження на розвиток теорій модифікованої гравітації.  
Ван Дам здобув докторський ступінь в Амстердамському університеті. Більшу частину своєї наукової кар'єри, з 1961 року (з річною перервою на роботу в Принстонському університеті) до виходу на пенсію у травні 2005 року, він провів в Університеті Північної Кароліни (УПК) в Чапел-Гілл, де був професором фізики та директором Інституту фізики поля (1978–1985). Окрім розриву vDVZ, ван Дам зробив важливий внесок у теорію поля, теорію відносності та методи теорії груп. Його плідна співпраця включала розробку галілеєвої субдинаміки з Лоуренсом Біденхарном, виведення теплових пропагаторів у прискорених системах відліку з Вальтером Троостом, а також пізніші роботи з унімодулярної гравітації та квантових меж вимірювання простору-часу. Протягом багатьох років він також був співредактором Journal of Mathematical Physics. 

## Біографія
Народився 20 травня 1934 року в Заандамі, Голландія, Нідерланди. Він був сином Корнеліуса Ван Дама.
Хенк захистив докторську дисертацію в Амстердамському університеті. У 1961 році прийняв пропозицію Брайса та Сесіль Девітт приїхати до Північно-Західного університету як науковий співробітник. Він прибув до США 25 серпня 1961 року.
Наступний рік він провів у Принстонському університеті як викладач. Потім він повернувся до Чапел-Гілл, щоб приєднатися до викладацького складу Північно-Західного університету. З 1964 по 1967 рік він був стипендіатом Альфреда П. Слоуна. Окрім відвідувань Утрехтського університету, Університету Нюмегена та Інституту Лоренца в Лейдені в Голландії, Хенк провів усю свою наукову кар'єру в Університеті Північної Кароліни до виходу на пенсію у травні 2005 року.
Хендрік ван Дам зробив важливий внесок у теорію поля, теорію відносності, гравітацію, фізику елементарних частинок та методи теорії груп у фізиці. Він був професором фізики та директором Інституту фізики поля з 1978 по 1985 рік в Університеті Північної Кароліни у Чапел-Гілл. Протягом багатьох років він був співредактором журналу «Журнал математичної фізики» разом з Лоуренсом Біденхарном і підтримував його на плаву в складних умовах, оберігаючи його наукову якість. Хенк мав дуже продуктивну співпрацю з Біденхарном з Університету Дьюка. Вони розробили метод галілеєвої субдинаміки для побудови моделей подвійного резонансу, виклали кінематику коваріантного об'єкта Пуанкаре з нерозкладною внутрішньою структурою та запропонували концепцію кінематичної групи стійкості для реалізації релятивістської симетрії. Вони також редагували книгу з квантової теорії кутового моменту.
Разом з Вальтером Троостом Хенк вивів теплові пропагатори в прискорених системах відліку та показав, як вони пов'язані з поширенням у багатозв'язному просторі. Разом з Ф. А. Берендсом та Г.Дж. Х. Бургерсом Хенк пояснив теоретичні проблеми побудови взаємодій, що включають частинки з високою спіновою масою. Він був співорганізатором третього семінару з Великого об'єднання разом з Полом Фрамптоном та Шелдоном Глешоу та співредактором збірника матеріалів.
Одна з найвпливовіших робіт Хенка була виконана у співпраці з Мартінусом Вельтманом над так званою теоремою про розрив ван Дама-Вельтмана-Захарова, використовуючи підхід теорії джерел Джуліана Швінгера. У своїй Нобелівській лекції Вельтман писав: «Ми з Г. ван Дамом виявили, що межа від масивних гравітонів до нульової маси не є такою ж, як безмасова теорія (Ейнштейна). Таким чином, теорія гравітації з масивною частинкою зі спіном 2 надзвичайно малої маси дала б результат для викривлення світла Сонцем, який би суттєво відрізнявся (у 3/4 рази) від результату безмасової теорії».
У пізніші роки Хенк тісно співпрацював з одним із Й. Джеків Нг. Разом з Дж. Дж. ван дер Бій вони запропонували унімодулярну теорію гравітації з обмеженим визначником метрики, з точки зору малої групи. Це призвело до теорії, еквівалентної загальній теорії відносності, в якій космологічна константа виступає як константа інтегрування. В іншій співпраці з Нг Хенк досліджував обмеження квантових вимірювань просторово-часових відстаней, беручи за відправну точку уявний експеримент Вігнера-Салекера. Ця робота призвела до цікавої феноменології квантової гравітації. Пізніше, разом з Вейном Крістіансеном, вони запропонували використовувати позагалактичні джерела, такі як далекі квазари, для дослідження незначних флуктуацій простору-часу.
Хендрік та Глорія ДіКостанцо Ван Дам, донька Несторе Доменіко Джованні ДіКостанцо та Мері Вуд (Томпсон) ДіКостанцо, були батьками Корнеліуса Несторе (Кіса) Вандама, доктора медичних наук (1969) та Ларса Хендріка Ван Дама (1973—2019).
Хендрік ван Дам вийшов на пенсію з Університету Північної Кароліни у травні 2005 року.
Помер 11 лютого 2013 року в Чапел-Гілл, Оріндж, Північна Кароліна, США, у віці 78 років.

## Твори
- Ford, L. H.; Van Dam, H. (30 червня 1980). The impossibility of a non-zero rest mass for the graviton. Nuclear Physics B. 169 (1): 126—136. doi:10.1016/0550-3213(80)90256-4. ISSN 0550-3213.